# پیر کرانبول
پیر کرانبول (انگلیسی: Pierre Krähenbühl؛ زادهٔ ۸ ژانویهٔ ۱۹۶۶) اهل سوئیس و دبیرکل اونروا (آژانس امدادرسانی و کاریابی برای آوارگان فلسطینی در خاور میانه)(UNRWA) یک نهاد سازمان ملل است. وی از نوامبر ۲۰۱۴ تا نوامبر ۲۰۱۹ در این سمت انجام وظیفه کردو وظیفه-اونروا، امداد رسانی و تأمین تسهیلات و کمک‌های انسانی به بیش از ۵ میلیون پناهنده ثبت شده فلسطینی است. پناهندگانی که طی جنگ ۱۹۴۸ فلسطین و جنگ شش روزه ۱۹۶۷ همراه با فرزندان خود اخراج یا متواری شدند.
پیش از این وی از ژوئیه ۲۰۰۲ مدیر عملیات کمیته بین‌المللی صلیب سرخ (ICRC) بود.
کرانبول رئیس UNRWA در تاریخ ۷ نوامبر ۲۰۱۹، در میان ادعاهای سوء مدیریت، استعفا داد. او ادعا کرد که قربانی یک «سیاست کثیف» شده است.

## زندگی‌نامه تا ۲۰۰۲
پیر کرانبول در ژنو، سوئیس متولد شد. وی چندین سال در یونان، آلمان و سوئد زندگی کرده است. کرانبول تحصیلات خود را در دبیرستان و دانشگاه کشور مادری خود به پایان برد و دارای مدرک کارشناسی در علوم سیاسی و روابط بین‌الملل از دانشگاه ژنو و مؤسسه عالی ژنو می‌باشد.
وی یک سال پس از سقوط پادشاهی دوالیر در هائیتی در(۱۹۸۷) به عنوان معاون ارتباط با فدراسیون جهانی مسیحیان غربی لوتریانیسم(LWF) در واگذاری در هائیتی گمارده شد. وی به‌طور گسترده با اتحادیه‌های کارگری و جوامع کلیسایی و همچنین فعالان جامعه مدنی به بهبود شرایط در این کشور پرداخت
طی سالهای ۱۹۸۸–۹۱، او به هائیتی بازگشت، و در ادامه به نویسندگی و با سفر به چندین کشور آمریکای مرکزی و همچنین اتیوپی به ساخت فیلم‌های مستند پرداخت. این مستند، «هائیتی یک کشور فراموش شده»که وی در همکاری با یک روزنامه‌نگار آمریکای لاتین آن را تهیه کرد در چندین جشنواره فیلم اروپایی و آمریکای لاتین ارائه شد.
پس از پایان جنگ داخلی هاییتی کرانبول در اواخر سال ۱۹۹۱ به السالوادور، سپس در آیاکوچو، پرو (۹۳–۱۹۹۲)، و بعد از آن به مناطق دورافتاده آند سفر کرد، دو سال بعد او به افغانستان اعزام شد، ابتدا در جلال‌آباد (۱۹۹۳)، سپس به کابل (۱۹۹۵–۱۹۹۴)رفت.
وی دو سال و نیم بعد به بوسنی و هرزگوین رفت. ابتدا در بانیا لوکا، جایی که شروع مرحله نهایی درگیری بوسنیایی‌ها در (ژوئیه تا نوامبر ۱۹۹۵) بود، وی رئیس دفتر ICRC در بوسنی بود و بعداً در پاله و سارایوو به مدت دوسال تا شروع بهبودی اوضاع پس از جنگ در این کشور بود.
کرانبول در ۱۹۹۸ به عنوان ناظر در بالکان از جمله به عنوان رئیس یک کارگروه در جریان درگیری‌های کوزوو در سال ۱۹۹۹ به دفتر مرکزی ICRC فراخوانده شد. وی در اواسط سال ۲۰۰۲ به عنوان مدیر عملیات کمیته بین‌المللی صلیب سرخ ICRC منصوب شد.